# Gherăseni
Gherăseni je  obec v župě Buzău v Rumunsku. Žije zde přibližně 3 100 obyvatel. Obec se skládá ze dvou vesnic.

## Části obce
- Gherăseni – 2 612 obyvatel
- Sudiți – 467 obyvatel